# Ceramica minoica

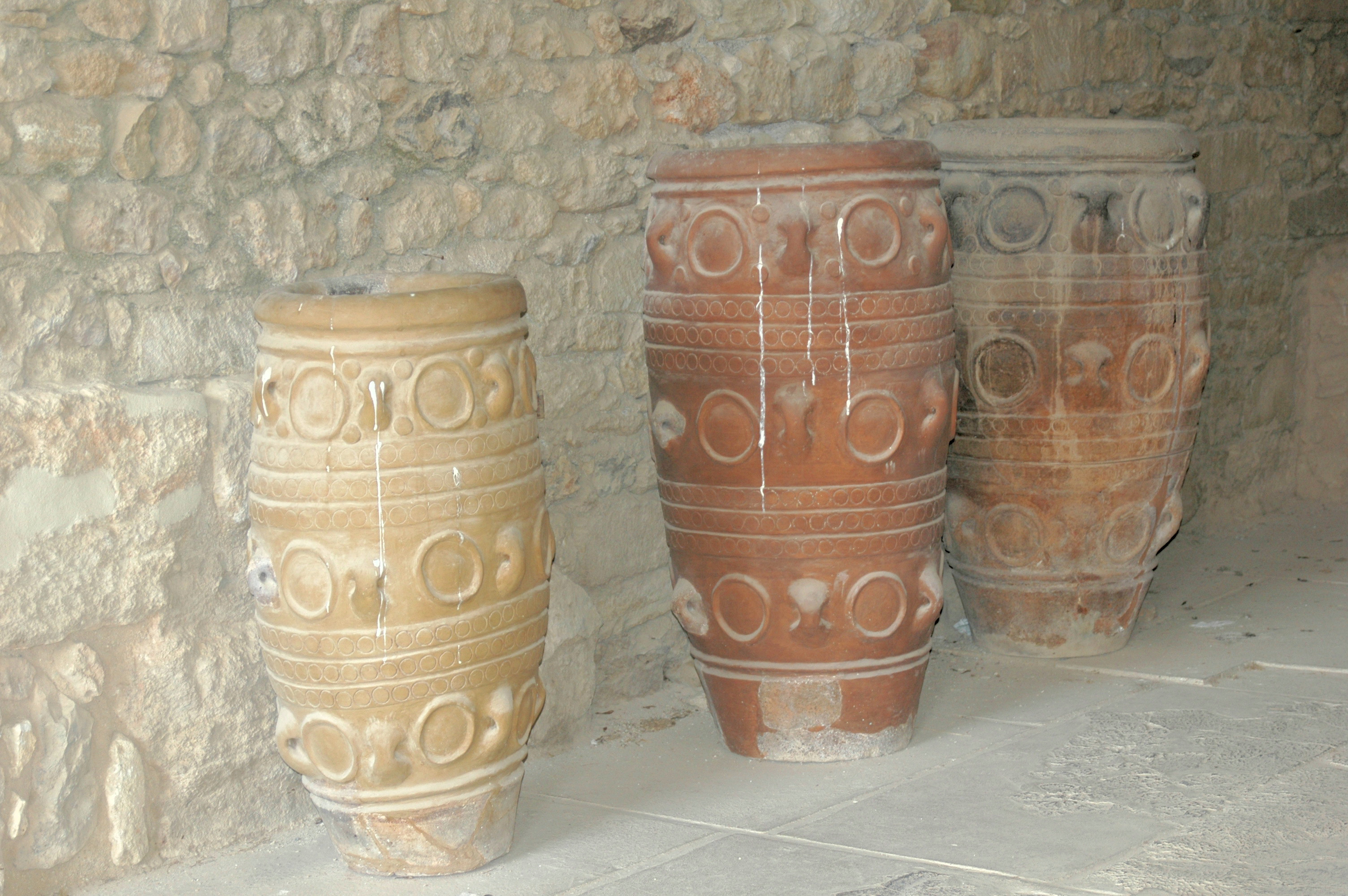
Giare per immagazzinare, palazzo di Cnosso, caratterizzate da cerchi a bassorilievo, risalgono a MM III/TM IA

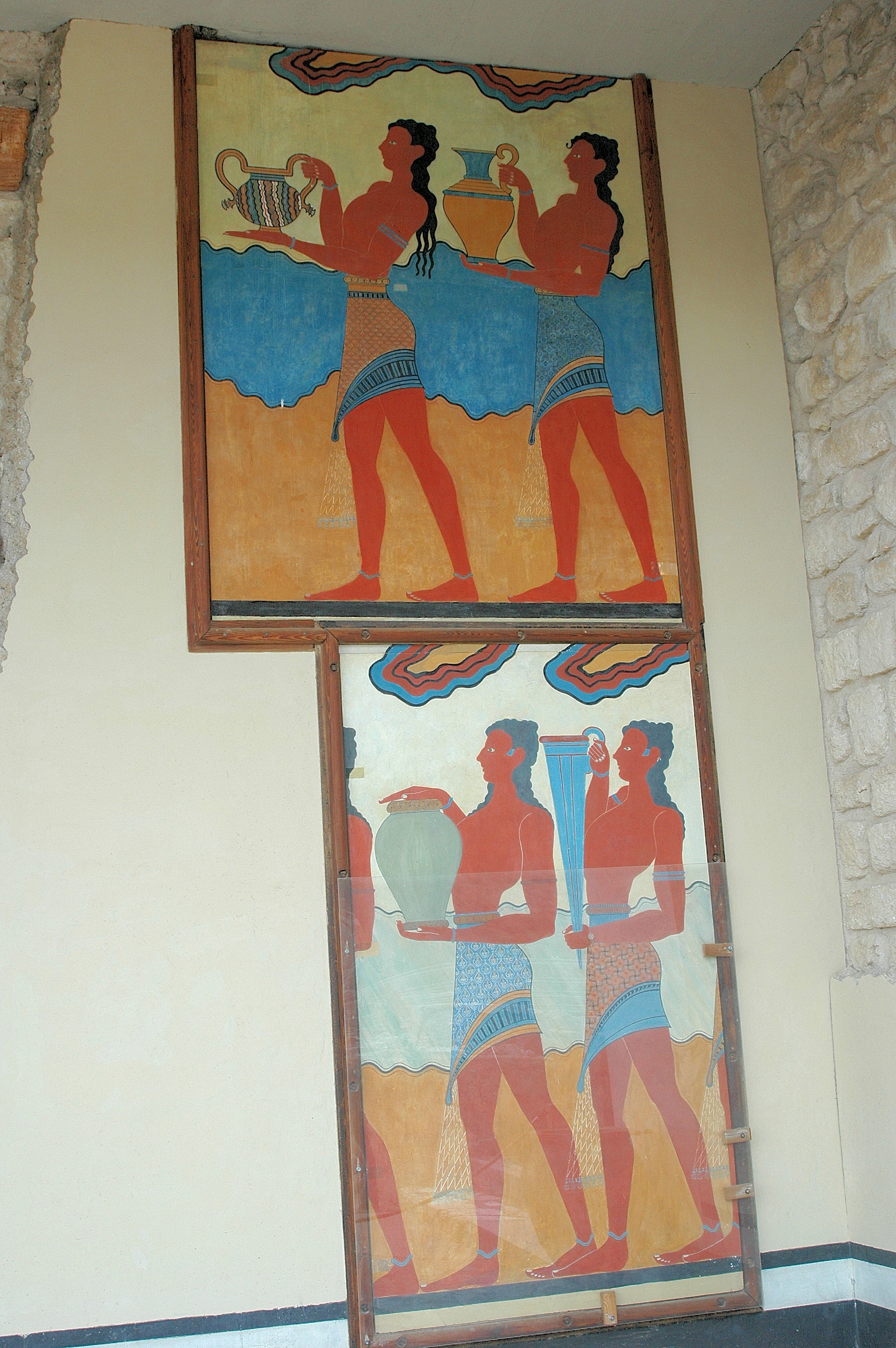
Fregio restaurato a Cnosso che mostra alcune ceramiche minoiche: sebbene il rhyton (vaso conico) sia probabilmente steatite, l'altro vasellame è più che probabile sia di ceramica

La ceramica minoica è più che uno strumento utile per la datazione della muta civiltà minoica. La sua sequenza senza sosta di stili artistici, maturati rapidamente, rivelano qualcosa riguardo ai desideri dei patroni minoici in originalità, mentre aiutano gli archeologi ad assegnare date relative agli strati dei loro siti. Vasi che contenevano olii e unguenti, esportati dalla Creta del XVIII secolo a.C., sono stati trovati in siti delle isole egee e nella Grecia continentale, a Cipro, lungo le coste della Siria e in Egitto, dimostrando così i vasti contatti commerciali dei minoici. La ceramica estremamente raffinata di Palazzo chiamata (ceramica) di Kamares, e lo "stile marino", caratterizzante tutto il Tardo Minoico, rappresentano il culmine della tradizione della ceramica minoica.

## Cronologia tradizionale
La cronologia tradizionale per datare la Civiltà minoica venne sviluppata da Sir Arthur Evans nei primi anni del XX secolo. La sua terminologia e quella proposta da N. Platon sono ancora generalmente in uso ed appaiono anche in questa voce.
Evans classificò l'arte ceramica in base alle sue forme e ai suoi stili di decorazione. Platon sì è concentrato sulla vicenda storica del Palazzo di Cnosso. Attualmente è agli albori un nuovo metodo, fabric analysis Archiviato il 23 luglio 2016 in Internet Archive., il quale include analisi geologiche della grana e dei principali frammenti non decorati, considerati come rocce. Le risultanti classificazioni sono basate sulla composizione di tali frammenti.

## Origine
I vasi della cultura Butmira, che rappresentano un ulteriore sviluppo della Cultura della ceramica cardiale possono essere considerati i prototipi dello stile di Kamares della ceramica Minoica, sebbene il collegamento tra Butmiri (e la cultura cardiale in generale) con i Minoici sia ancora oggetto di dibattito.

## Decorazioni

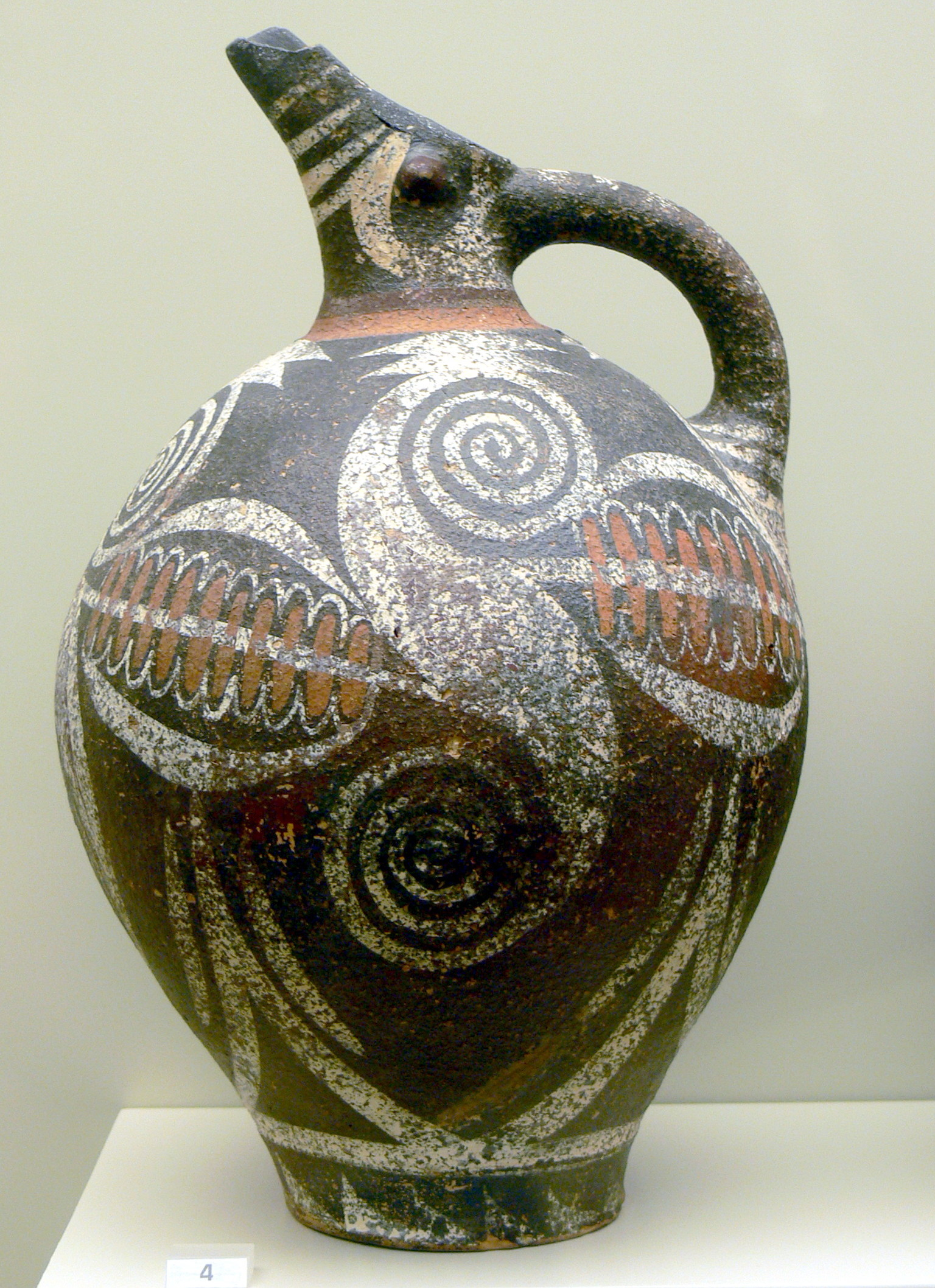
Brocca in stile Kamares. Museo archeologico di Candia

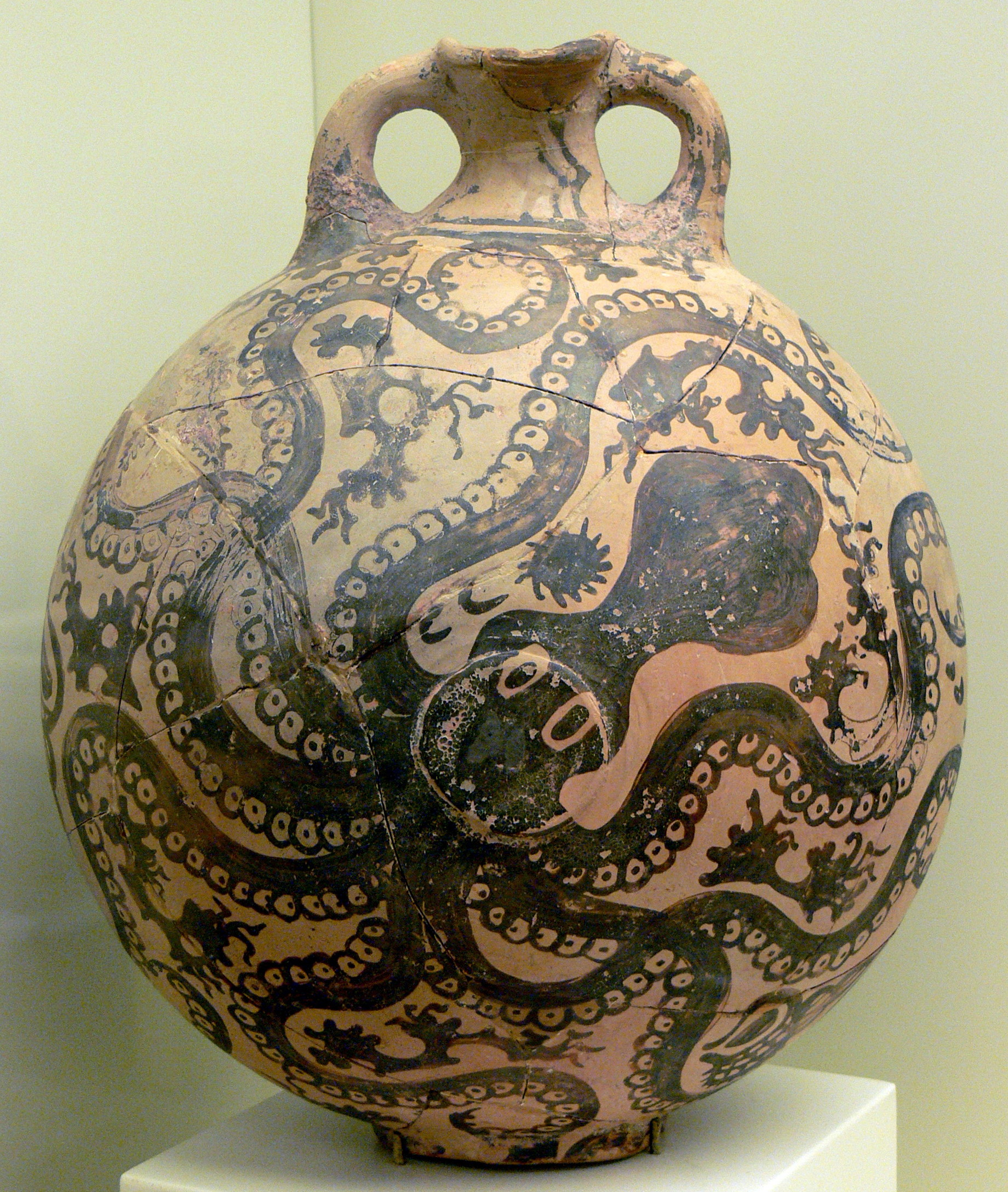
Brocchetta di Gurnià. Museo archeologico di Candia

La ceramica minoica si suddivide in due differenti stili:
Stile di Kamares (XIX-XVIII secolo a.C.)
Caratterizzato da decorazioni prevalentemente geometriche, con motivi fitomorfi o spiraliformi, che spiccano in ocra, bianco e rosso su un fondo scuro. Ceramiche in stile Kamares sono state rinvenute nei contesti protopalaziali presso Festo e Cnosso.
Stile marino o Stile di Gurnià (XVI-XV secolo a.C.)
Caratterizzato da decorazioni a motivi vegetali e successivamente marini, connotati da uno spiccato naturalismo e realizzati in colore scuro su fondo chiaro. Ceramiche in questo stile sono state rinvenute presso Gurnià (Gournia), nell'area nord-orientale dell'Isola di Creta.